# 테크니컬러 (물리학)
양자장론에서 테크니컬러(technicolour)란 표준 모형에서 전약력 대칭을 힉스 메커니즘을 도입하는 대신 새로운 게이지 대칭을 입하여 깨뜨리는 이론이다. 여러 가지 종류가 있다. 테크니컬러에서 도입하는 새로운 대칭은 낮은 에너지에서는 색가둠에 의하여 숨겨지게 된다. 테크니컬러를 이용하면 표준 모형의 여러 계층 문제를 피할 수 있다.
테크니컬러는 이 게이지 대칭에 해당하는 새로운 입자를 예측한다. 이들은 이론에 따라 다르지만 대개 테크니쿼크, 테크니렙톤, 테크니파이온 (게이지 보손) 따위가 있다.

## 어원
테크니컬러의 어원은 본디 양자색역학의 색 대칭과 유사한 대칭을 도입하므로 영어로 색을 뜻하는 "컬러"(colour)를 따서 지었다. "테크니컬러"라는 이름은 미국에서 컬러 영화를 촬영하는 기법 중 하나인데, 이를 농으로 딴 것이다.

## 목적
표준 모형은 전약력 대칭의 깨짐을 필요로 한다. 그러나 이 깨짐이 어떤 방식으로 이뤄지는지는 아직 실험적으로 밝혀지지 않았다. 통상적으로, 이는 스칼라장인 힉스 보손을 도입하여 이루어지나, 이는 결합 상수의 미세 조정이 필요하여 부자연스럽다. 테크니컬러는 이 문제를 스칼라 입자를 도입하는 대신 페르미온으로 해결한다. 테크니컬러의 상호작용은 높은 에너지에서는 점근 자유성을 지니나, 전약력 에너지 근처에서는 색가둠을 가진다. 이에 따라 페르미온의 손지기 대칭이 깨지고, 여기에 결합된 전약력도 깨지게 된다.
힉스 보손은 전약력 대칭을 깨는 역할 밖에도, 페르미온에 질량을 부여하는 역할도 한다. 테크니컬러에서는 힉스 보손이 없으므로 다른 방법으로 페르미온 질량을 설명하여야 한다. 이에 따라 확장 테크니컬러(extended technicolour)가 필요하다.

## 전개
테크니컬러는 전약력 눈금에 비가환 게이지 상호작용을 도입하여 전약력 대칭을 자연스럽게 깨는 이론이다. 우선, 새로운 게이지 대칭 {\displaystyle G_{\text{T}}}을 도입한다. 이는 대개 {\displaystyle G_{\text{T}}=\mathrm {SU} (N_{\text{T}})}로 가정한다 ({\displaystyle N_{\text{T}}}은 테크니컬러의 수). 여기에 이에 따라 변환하는 페르미온인 테크니페르미온(technifermion)을 도입하자. 대개 이들은 {\displaystyle \mathrm {SU} (N_{\text{T}})}의 기본 표현을 따르는 {\displaystyle N_{\text{f}}}개의 무질량 디랙 페르미온으로 가정한다. 이 경우에, 테크니페르미온 작용은 {\displaystyle \mathrm {SU} (N_{\text{f}})\times \mathrm {SU} (N_{\text{f}})}의 손지기 대칭을 지닌다. 충분히 낮은 에너지에서는 테크니컬러가 세져 테크니페르미온이 응집하여 손지기 대칭이 그 대각 부분군 {\displaystyle \mathrm {SU} (N_{\text{f}})_{\text{V}}}로 깨지게 되고, 여기서 생성된 무질량의 골드스톤 보존(테크니파이온)은 전약력 게이지 보존에 의하여 삼켜져 이들에 질량을 부여한다.

## 확장 테크니컬러
표준 모형에서는 힉스 보손에 의하여 페르미온이 질량을 얻게 되나, 테크니컬러에서는 힉스 보손이 없으므로 페르미온에 질량을 부여하는 다른 메커니즘이 필요하다. 이를 하기 위해서는 대개 확장 테크니컬러(extended technicolour, ETC)를 도입한다. 확장 테크니컬러에서는 테크니컬러의 게이지 군 {\displaystyle G_{\text{TC}}}을 확장하여 {\displaystyle G_{\text{ETC}}\supset G_{\text{TC}}}로서 테크니페르미온과 일반 페르미온(쿼크, 렙톤)을 서로 상호작용하게 한다. (대개 테크니컬러에 세대를 포함시켜 {\displaystyle G_{\text{ETC}}=\mathrm {SU} (N_{\text{TC}}+3)}로 잡는다.) 이렇게 되면 확장 테크니컬러가 깨지는 낮은 에너지에서는 페르미온-테크니페르미온-페르미온-테크니페르미온 유효 상호작용이 생긴다. 이 상호작용에 의하여 테크니컬러 응집을 통해 페르미온은 질량을 가지게 된다.
페르미온 질량을 {\displaystyle m}, 확장 테크니컬러의 결합 상수를 {\displaystyle g_{\text{ETC}}}, 확장 테크니컬러 에너지 눈금을 {\displaystyle M_{\text{ETC}}}, 테크니컬러 응집을 {\displaystyle \langle {\bar {T}}T\rangle =4\pi F^{3}}으로 쓰면,
{\displaystyle m=(g_{\text{ETC}}/M_{\text{ETC}})^{2}\langle {\bar {T}}T\rangle }
이 된다. 즉 확장 테크니컬러 에너지 눈금이 더 높을수록 생성되는 페르미온 질량은 더 작다. 따라서 꼭대기 쿼크와 같은 무거운 쿼크의 질량을 설명하려면 확장 테크니컬러는 비교적 낮은 에너지에서 깨져야 하는데, 이렇게 되면 낮은 에너지에서의 현상에 영향을 주게 돼 전약력 정밀 검사 실험(electroweak precision test)에 어긋나게 된다.
이 문제를 해결하는 현재 가장 유망한 제안은 걷는 테크니컬러(walking technicolour)인데, 확장 테크니컬러에서는 질량 연산자의 변칙적 차원 (anomalous dimension)이 (색역학과 달리) 커서 확장 테크니컬러 에너지 눈금에서는 작았던 페르미온 질량이 테크니컬러 응집이 일어나는 테크니컬러 에너지 눈금에서는 더 커져서 무거운 쿼크의 질량을 보다 쉽게 설명할 수 있다. 그러나 이렇게 해도 가장 무거운 쿼크인 꼭대기 쿼크의 질량은 설명하기 힘들다.

## 실험
아직까지 테크니컬러는 실험적으로 증명되지 않았다. 여러 전약력 정밀 실험 결과는 가능한 테크니컬러 모형의 변수 범위를 매우 조인다. 거대 하드론 충돌기에서 테크니컬러가 옳은지 확인할 것이다. 테크니컬러는 힉스 보손에 대한 대안인데, 2012년에 힉스 보손처럼 보이는 입자가 발견됨에 따라 테크니컬러가 자연계에 실재할 확률이 더 낮아졌다.